# Ridgefield Park
Ridgefield Park es una villa ubicada en el condado de Bergen en el estado estadounidense de Nueva Jersey. Según el censo de los Estados Unidos de 2020 tenía una población de 13 224 habitantes, y su área de tierra es de 1,72 millas cuadradas (4,5 km²).

## Geografía
Ridgefield Park se encuentra ubicado en las coordenadas 40°51′17″N 74°1′13″O / 40.85472, -74.02028.

## Demografía
Según la Oficina del Censo en 2000 los ingresos medios por hogar en la localidad eran de $51,825 y los ingresos medios por familia eran $62,414. Los hombres tenían unos ingresos medios de $44,507 frente a los $35,217 para las mujeres. La renta per cápita para la localidad era de $24,290. Alrededor del 6.7% de la población estaba por debajo del umbral de pobreza.